# Südafrikanische Alpine Skimeisterschaften 2015
Die Südafrikanischen Alpinen Skimeisterschaften 2015 fanden am 31. Juli im Tiffindell Ski Resort statt.
Es wurden jedoch nur Slalomläufe ausgetragen.

## Teilnehmer
| Europa (7 Länder)                        | Europa (7 Länder)                     | Europa (7 Länder) |
| ---------------------------------------- | ------------------------------------- | ----------------- |
| - Belgien - Italien - Island - Luxemburg | - Österreich - Slowenien - Tschechien |                   |
| Afrika (1 Land)                          |                                       |                   |
| - Südafrika                              |                                       |                   |

## Streckendaten
|                    | Damen                  | Herren          |
| ------------------ | ---------------------- | --------------- |
| Startzeit 1. Lauf  | 10:00 Uhr              | 11:00 Uhr       |
| Startzeit 2. Lauf  | 12:30 Uhr              | 13:00 Uhr       |
| Seehöhe Start      | 2.850 m                | 2.850 m         |
| Seehöhe Ziel       | 2.705 m                | 2.705 m         |
| Höhendifferenz     | 145 m                  | 145 m           |
| Streckenlänge      | ?                      | ?               |
| Kurssetzer 1. Lauf | H. Fournier (AUT)      | B. Mollin (BEL) |
| Kurssetzer 2. Lauf | A. Feliciantonio (ITA) | A. Heath (RSA)  |
| Tore 1. Lauf       | 47                     | 43              |
| Tore 2. Lauf       | 47                     | 43              |

## Damen

### Slalom
| Platz | Name                     | Zeit        |
| ----- | ------------------------ | ----------- |
| 01    | Karen Persyn (BEL)       | 1:23,43 min |
| 02    | Julia Stöllinger (AUT)   | 1:28,32 min |
| 05    | Rachel Elizabeth Olivier | 1:48,74 min |
| 07    | Nelene Naude             | 2:00,49 min |
| 08    | Khaliswa Hastaga         | 2:30,15 min |

Datum: 31. Juli 2015

Ort: Tiffindell Ski Resort

## Herren

### Slalom
| Platz | Name                   | Zeit        |
| ----- | ---------------------- | ----------- |
| 01    | Sam Maes (BEL)         | 1:14,04 min |
| 02    | Xander Vercammen (BEL) | 1:16,04 min |
| 05    | Francois Olivier       | 1:24,96 min |
| 06    | Sive Speelman          | 1:25,66 min |
| 07    | Tsotane Dywili         | 1:27,48 min |

Datum: 31. Juli 2015

Ort: Tiffindell Ski Resort